# Cartaletis
Cartaletis là một chi bướm đêm thuộc họ Geometridae.

## Các loài
- Cartaletis agis
- Cartaletis alba
- Cartaletis ampliflava
- Cartaletis concolor
- Cartaletis dargei Herbulot, 2003
- Cartaletis entebbena
- Cartaletis ethelinda
- Cartaletis flexilimes
- Cartaletis forbesi
- Cartaletis fusciventris
- Cartaletis gracilis
- Cartaletis landbecki
- Cartaletis latifasciata
- Cartaletis libyssa (Hopffer, 1858)
- Cartaletis melanopis
- Cartaletis monteironis
- Cartaletis natalensis
- Cartaletis nigricosta
- Cartaletis nigriventris
- Cartaletis pallida (Warren, 1894)
- Cartaletis sapor
- Cartaletis tenuimargo
- Cartaletis thestis
- Cartaletis variabilis (Butler, 1878)
- Cartaletis variegata